# 2013~2014년 남태평양 사이클론
2013~2014년 남태평양 사이클론 (2012~2013 South Pacific cyclone season)은 남태평양에서 2013년 7월부터 2014년 6월까지 발생한 사이클론들의 활동에 대해 기록한 문서이다. 남태평양 사이클론은 주로 11월 1일부터 이듬해 4월 30일 사이에 발생한다. 10월 19일 제1호 열대요란의 발생을 시작으로, 한 해 동안 20개의 열대요란, 13개의 열대저기압, 6개의 사이클론이 발생하였다.

## 활동한 사이클론

### 그 외
아래는 사이클론으로 발달하지 못한 열대저기압 및 열대요란의 목록이다.
- 제1호 열대요란 (1004 hPa): 2013년 10월 19일 ~ 2013년 10월 20일
- 제2호 열대저기압 (1002 hPa): 2013년 10월 19일 ~ 2013년 10월 23일
- 제3호 열대저기압 (1005 hPa): 2013년 10월 21일 ~ 2013년 10월 22일
- 제4호 열대저기압 (1007 hPa): 2013년 10월 25일 ~ 2013년 10월 27일
- 제5호 열대저기압 (999 hPa): 2013년 12월 9일 ~ 2013년 12월 13일
- 제6호 열대요란 (1003 hPa): 2013년 12월 23일 ~ 2013년 12월 29일
- 제9호 열대저기압 (1004 hPa): 2014년 1월 21일 ~ 2014년 1월 24일
- 제10호 열대요란 (1004 hPa): 2014년 1월 22일 ~ 2014년 1월 24일
- 제11호 열대요란 (1000 hPa): 2014년 1월 29일
- 제13호 열대요란 (1003 hPa): 2014년 2월 16일 ~ 2014년 2월 19일
- 제14호 열대저기압 (1002 hPa) : 2014년 2월 23일 ~ 2014년 2월 25일
- 제16호/제20호 열대요란 (1001 hPa) : 2014년 2월 26일 ~ 2014년 2월 27일, 2014년 3월 12일 ~ 2014년 3월 18일(호주 근해로 이동)
- 제17호 열대요란 : 2014년 3월 6일 ~ 2014년 3월 8일
- 제21호 열대저기압 : 2014년 3월 17일 ~ 2014년 3월 19일

## 같이 보기
- 2013~2014년 남서인도양 사이클론
- 2013~2014년 오스트레일리아 근해 사이클론
- 2013년 태풍
- 2014년 태풍
- 2013년 동태평양 허리케인